# 인천장아초등학교
인천장아초등학교는 대한민국 인천광역시 남동구에 있는 공립 초등학교이다.

## 연혁
- 2019년 5월 1일 : 개교